# Bundesautobahn 12
Bundesautobahn 12 (em português: Auto-estrada Federal 12) ou A 12, é uma auto-estrada na Alemanha.
A Bundesautobahn 12 tem 58 km de comprimento.

## Estados
Estados percorridos por esta auto-estrada:
- Brandemburgo